# هجوم مفرق الحمرا 2023
هجوم الحمرا هو هجومٌ نفذه فلسطينيان في اليوم السابع من نيسان/أبريل 2023 في مفرق الحمرا ردًا على اشتباكات الأقصى 2023. حيثُ قام الفلسطينيان بإطلق النار على سيارة إسرائيلية عند مفرق الحمرا، الواقع على الطريق السريع 57 بالقرب من مستوطنة الحمرا الإسرائيلية في الضفة الغربية، مما أسفر عن مقتل 3 اسرائيليّات.

## خلفية
خلال شهر رمضان المبارك، إندعلت اشتباكاتٌ بدأت بتوترٍ بين المصلين الفلسطينيين والشرطة الإسرائيليّة في 5 نيسان/أبريل 2023 نتيجة محاولة عددٍ من المستوطنون الإسرائيليون الذين خطَّطُوا لإحياء التقليد التوراتي المتمثل في التضحية بالماعز داخل باحات المسجد الأقصى في عيد الفصح المميّز لدى اليهود، والذي تزامنَ مع شهر رمضان المميّز لدى المسلمين وأسبوع الآلام المميّز هو الآخر لدى المسيحيين.

## العملية
أعلن الجيش الإسرائيلي، يوم الجمعة الموافق 7 أبريل 2023، أنه تم استدعاء جنوده إلى مكان الحادث عند مفرق الحمرا في غور الأردن، شرقي الضفة الغربية، بعد "تلقي تقرير بشأن حادث سيارة فلسطينية وسيارة إسرائيلية".
وقال الجيش الإسرائيلي في بيان: "جنود الجيش الإسرائيلي الذين تم إرسالهم إلى مكان الحادث عثروا على العديد من الطلقات النارية في السيارة الإسرائيلية، وتمت الإشارة إلى أن الحادث كان في الواقع هجوما بإطلاق الرصاص، ونتيجة لذلك، أصيبت ثلاث سيدات إسرائيليات، وقتلت اثنتان منهن على الفور والثالثة تم الإعلان عن وفاتها في المستشفى".

## المنفذان
بعد تنفيذ العملية، لم تتمكن قوات الجيش الإسرائيلي من العثور على منفذي العملية. وبعد أسابيع من المطاردة، اكتشف الجيش الإسرائيلي مكان تواجد منفذي عملية الأغوار، ومع نهار يوم الخميس 4 مايو 2023، حاصر الجيش الإسرائيلي بقوات كبيرة مدججة بالسلاح منزلاً في البلدة القديمة بمدينة نابلس.
اندلعت اشتباكات عنيفة خاضها معاذ المصري وحسن قطناني وإبراهيم جبرين ضد قوات الاحتلال، وتم إغتيالهم بعد عملية الإقتحام.